# Altostratus

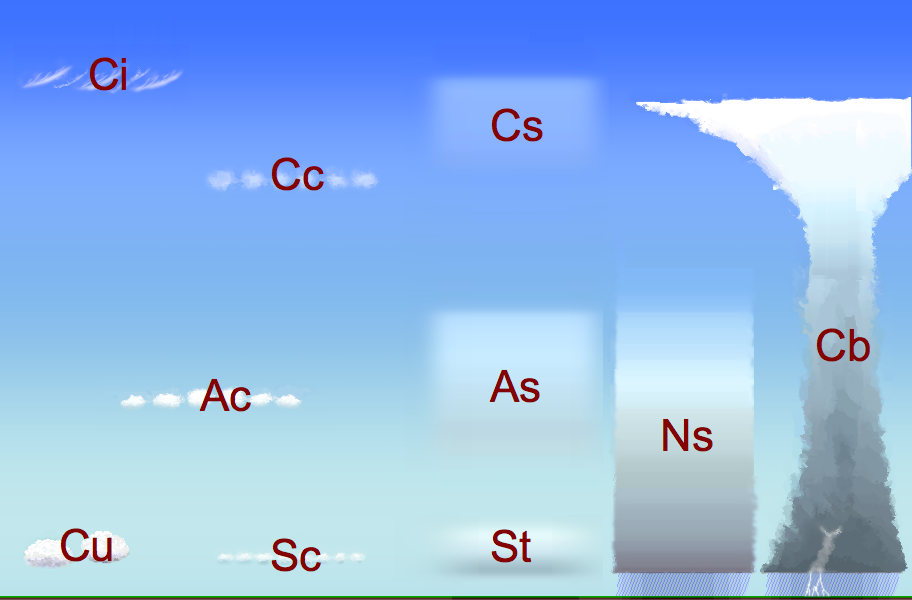

De altostratus is een egaal grijsachtig wolkengeslacht. Die bewolking ontstaat op de grens tussen koude en warmere lucht, waarbij de warme lucht over de zwaardere koude lucht schuift. Duitse meteorologen noemen dat proces "Eintrübung". Eerst is de omtrek van de zon of de maan er nog doorheen te zien (translucidus), maar meestal wordt de bewolking snel dichter, verdwijnt de zon en zet de neerslag in (opacus). Soms komt deze bewolking in verschillende lagen voor (duplicatus).
Deze wolk kan overgaan in de nimbostratus.
De altostratuswolken zijn een geslacht uit de familie van middelhoge wolken, maar kennen geen onderverdeling in wolkensoorten. Wel zijn er 5 ondersoortenvariaties op de altostratus. De ondersoortenvariaties zijn:
- Translucidus
- Opacus
- Duplicatus
- Undulatus
- Radiatus

In weerberichten is de afkorting As en het symbool op weerkaarten is: 

## De zon schijnend door Altostratus Translucidus
Als de zon door een dichte laag Altocumulus Translucidus schijnt, is het mogelijk om er zonder zonnebril naar te kijken. De scherpbegrensde eigenlijke rand van de zonneschijf is in deze omstandigheden niet zichtbaar en is vervangen door een diffuus uitziende aanduiding ervan, vergelijkbaar met hetgeen er van een puntvormige lichtbron te zien is als deze door mat glas schijnt. De aanzienlijk in helderheid afgenomen zonneschijf kan een merkwaardige lichtblauwe of lichtgroene kleur laten zien, en is veelvuldig de oorzaak van verkeerd geïnterpreteerde waarnemingen van natuurlijke hemelverschijnselen, waardoor berichtgeving omtrent het zien van niet-geïdentificeerde vliegende objecten ontstaat.

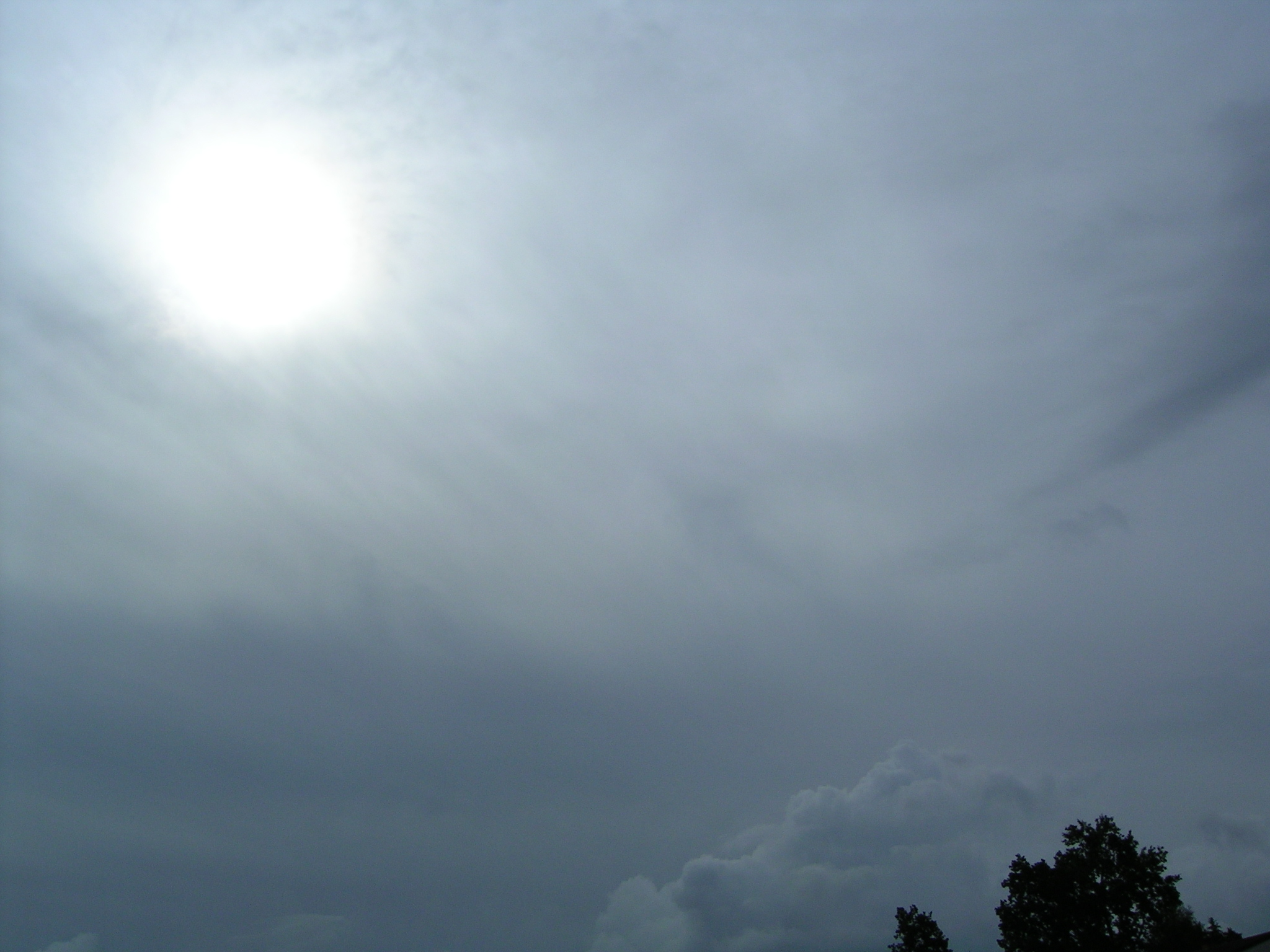
Altostratus met cumulus congestus